# Kępice (gromada)
Kępice – dawna gromada, czyli najmniejsza jednostka podziału terytorialnego Polskiej Rzeczypospolitej Ludowej w latach 1954–1972.
Gromady, z gromadzkimi radami narodowymi (GRN) jako organami władzy najniższego stopnia na wsi, funkcjonowały od reformy reorganizującej administrację wiejską przeprowadzonej jesienią 1954 do momentu ich zniesienia z dniem 1 stycznia 1973, tym samym wypierając organizację gminną w latach 1954–1972.
Gromadę Kępice z siedzibą GRN w Kępicach (wówczas wsi) utworzono – jako jedną z 8759 gromad na obszarze Polski – w powiecie miasteckim w woj. koszalińskim na mocy uchwały nr 43/54 WRN w Koszalinie z dnia 5 października 1954. W skład jednostki weszły obszary dotychczasowych gromad Kępice, Biesowice, Osowo i Warcino ze zniesionej gminy Warcino oraz obszar dotychczasowej gromady Żelice ze zniesionej gminy Barcino w tymże powiecie. Dla gromady ustalono 27 członków gromadzkiej rady narodowej.
1 stycznia 1958 do gromady Kępice włączono obszar zniesionej gromady Mzdowo (oprócz wsi Mzdówko, Kaczyno, Rochowo, Rzeczyca Mała i Rzeczyca) w tymże powiecie.
1 stycznia 1959 z gromady Kępice wyłączono miejscowości Kępice, Kępka i Kruszka oraz leśnictwo Chomnice, tworząc z nich osiedle Kępice (status miasta Kępice otrzymały 1 stycznia 1967). Pomimo wyłączenia, Kępice pozostały nadal siedzibą gromady Kępice.
31 grudnia 1961 do gromady Kępice włączono obszar zniesionej gromady Płocko (oprócz wsi Przytocko) w tymże powiecie.
Gromada przetrwała do końca 1972 roku, czyli do kolejnej reformy gminnej. 1 stycznia 1973 w powiecie miasteckim utworzono gminę Kępice  (od 1999 gmina należy do powiatu słupskiego).